# Mszana (obwód tarnopolski)
Mszana (ukr. Мшана) – wieś na Ukrainie w rejonie tarnopolskim należącym do obwodu tarnopolskiego.
W 1926 roku z Mszany wyodrębniono wieś i gminę Konopnica, dziś już nie istniejącą.
Do 2020 w rejonie zborowskim.